# Luuna

Luuna est une série de bande dessinée française écrite par Crisse et dessinée par Nicolas Keramidas avec des couleurs de Bruno Garcia. Elle est publiée depuis 2002 par les éditions Soleil.

## Histoire
L'histoire de la série s'inspire de la mythologie nord-amérindienne. La jeune Luuna est la fille du grand Sachem, de la tribu des Paumanoks qui fait le lien entre les hommes et les dieux. Lors de son initiation, elle se voit affligée de deux totems, un loup blanc qui représente le bien et un loup noir qui représente le mal et la possède les nuits de pleine lune. Accompagnée par trois Pipintus (des génies des animaux que seuls les Paumanoks peuvent voir et entendre) puis d'autres compagnons de route, Luuna tente de rejoindre une tribu dont les sages devraient pouvoir la délivrer de son maléfice. 

## Albums
L'ensemble de ces albums est publié par Soleil.
1. La Nuit des totems, 2002  (ISBN 2-84565-307-7)[1].
2. Le Crépuscule du lynx, 2003  (ISBN 2-84565-542-8).
3. Dans les traces d'Oh-Mah-Ah, 2004  (ISBN 2-84565-892-3).
4. Pok-Ta-Pok, 2006.
5. Le Cercle des miroirs, 2007.
6. La Reine des loups, 2010.
7. La Source du temps, 2011.
8. L'Attrapeur de rêves, 2013.
9. À contre-courant, 2017  (ISBN 978-2-302-05358-8).

- Intégrale : cycle 1, 2007. Reprend les tomes 1 à 5.
- Art book, 2008). Reprend des travaux de Nicolas Keramidas sur Luuna, agrémentés d'hommages par différents auteurs de bandes dessinées.

## Distinctions
- 2004 : Prix jeunesse 9-12 ans au festival d'Angoulême